# Уоррен, Чарльз
Сэр Чарльз Уо́ррен (англ. Charles Warren; 7 февраля 1840 — 21 января 1927) — британский военный, полицейский деятель и археолог. Более всего известен своим участием в расследовании убийств, совершённых Джеком Потрошителем, а также раскопками, проводимыми им в Палестине (был одним из первых европейских археологов в этой стране), и участием в Англо-бурской войне. Был набожным англиканином и большим энтузиастом масонства. Стал третьим великим мастером Дистрикта Восточного архипелага в Сингапуре и одним из основателей исследовательской ложи «Quatuor Coronati» № 2076.
Член Лондонского королевского общества (1884).

## Биография
Родился в Уэльсе в семье генерал-майора. Образование получил в Бриджнортской и Вемской гимназиях и затем в Королевском военном училище в Вулвиче, впоследствии — Королевской военной академии в Санхерсте, закончив её в 1857 году в звании 2-го лейтенанта инженерных войск. В 1861—1865 годах служил в Гибралтаре, в 1865—1867 годах преподавал геодезию в военно-технической школе в Чатеме. В 1867—1870 годах вёл раскопки в Палестине в окрестностях Иерусалима, получив разрешение от османских властей вести их в том числе около Храмовой горы, но не ближе чем в 15 метрах к ней. Совершил несколько важных археологических открытий и иногда называется основателем библейской археологии. В 1870 году из-за ухудшившегося во время раскопок здоровья вынужден был вернуться на родину, несколько лет служил в Дувре.
С 1876 по 1880 годы служил в британских колониях в Южной Африке, участвовал в установлении границы между Грикваландом и Оранжевой республикой, участвовал в Транскейской войне. С 1880 по 1884 годы преподавал геодезию в Школе военной техники, затем был произведён в генерал-майоры и год служил в Бечуаналенде, возглавив, в частности, отряд из 4000 солдат, расширивший территорию протектората.
В 1885 году был отозван на родину и после неудачной попытки избраться в парламент возглавил Службу столичной полиции Лондона. На этой должности он проработал более трёх лет, подвергнувшись большой критике со стороны прессы за множественные кровавые разгоны протестных выступлений (наиболее известно «Кровавое воскресенье» 13 ноября 1887 года). Во время протестных выступлений, когда закончилось противостояние и разгон демонстрации, двое протестующих лежали мертвыми, сто человек были госпитализированы, 77 констеблей были ранены, а 40 протестующих арестованы. К концу недели полиции было предъявлено 75 обвинений в жестоком обращении. Для властей Уоррен был героем, решительно выступившим против мафии и угрозы общественному порядку. «Таймс» похвалила генерала и прокомментировала его действия как «решительные», так как они остановили «преднамеренную попытку … терроризировать Лондон, передав контроль над улицами в руки криминального класса». Но для радикалов он стал представителем абсолютизма, и с этого момента они искали любую возможность, чтобы напасть на него и подорвать его авторитет. Когда началась серия убийств, совершённых Джеком-Потрошителем, и полиция, казалось, не могла поймать убийцу, радикальная пресса увидела возможность отомстить Уоррену, поэтому во многих газетах его критиковали за неправильное ведение расследования. Также пресса критиковала генерала за увеличение расходов на содержание полицейских и часто упоминала о неспособности принять эффективные меры к потрясшим Лондон убийствам, совершённых серийным убийцей. По странному совпадению, последняя жертва Потрошителя была найдена в тот день, когда Уоррен ушел в отставку.
В конце 1888 года вернулся на военную службу. На следующий год отбыл в Сингапур, в 1894 году вернулся в Англию, служил в округе Темзы до 1898 года, когда был произведён в генерал-лейтенанты и уволен в запас. Он вернулся к службе уже через год в связи с началом Англо-бурской войны, возглавив 5-ю британскую дивизию в Южной Африке. После поражения англичан в битве за Спион-Коп, он был обвинён в бездарности, отозван на родину и более никогда не командовал войсками в полевых условиях, хотя в 1904 году был произведён в полные генералы и формально оставался на службе до 1908 года, после чего вышел на пенсию и занялся участием в развитии скаутского движения, а также написал несколько книг о своих раскопках в Палестине.
Умер от пневмонии.